# Asperula mazanderanica
Asperula mazanderanica là một loài thực vật có hoa trong họ Thiến thảo. Loài này được Ehrend. mô tả khoa học đầu tiên năm 1948.